# Райберти, Джованни
Джованни Лодовико Амброджио Райберти (ит. Giovanni Lodovico Ambrogio Rajberti, род. 18 апреля 1805 г. Милан — ум. 11 декабря 1861 г. Монца) — итальянский поэт, писатель
 — юморист
 и сатирик
, хирург по профессии. Писал свои произведения на ломбардском диалекте.

## Жизнь и творчество
Родился в старинной дворянской семье. Первоначальное образование получил в духовной семинарии. Затем учится на медицинском факультете университета в Павии. К этому периоду относятся и его первые поэтически опыты. Первые две его элегии носят романтический характер и не имеют того юмористического характера, как более поздние работы Дж. Райберти. Как поэт он становится известен в 1836 году, после выхода в свет своего первого сборника, написанного живым «миланским» уличным языком (L’arte poetica (1836)). Героя\ми его произведений становятся известные уже ранее литературные и исторические персонажи — Отелло, Норма, Медея, Ахилл и другие.
Дж. Райберти в течение многих лет испытывал двойственное положение в современном ему обществе, будучи одновременно и врачом, и поэтом. Об этом он неоднократно писал в своих произведениях. Позднее эта тема была продолжена Карло Досси. Некоторые из сонетов Райберти были положены на музыку Дж. Россини в 1838 году, приезжавшим в Милан. В 1840-е годы Райберти работает главным хирургом и затем директором городской больницы в Монце. В 1848 году врач и поэт создаёт сборник, посвящённый революционным событиям в Милане в том же году, когда город в течение 5 дней был освобождён он власти австрийской монархии. Так как поэт считался австрийскими властями революционером и бунтовщиком «против короля», ему было запрещено печатать свои стихотворения. Однако в 1852 году Райберти выпускает поэтический сборник «Миланские стихотворения», ему следуют «Рождественские стихотворения» 1853 года — все в миланском издательстве Джузеппе Бернардони. Посвящал свои произведения жизни домашних животных — собаке и кошке (1845, в последнем чувствуется влияние Джузеппе Парини).
В 1859 году Дж. Райберти получает назначение директора больницы в северо-итальянском городе Комо, однако через несколько месяцев после этого перенёс тяжёлый инсульт, после чего онемел и был парализован. Скончался от последствий этого заболевания.

## Избранные сочинения
- 1836 L’Arte poetica di Quinto Orazio Flacco esposta in dialetto milanese (Искусство поэтики Квинта Горация Флакха, записанная на миланском диалекте), Milano, Tipografia Bernardoni di Cristiano Rebeschini, 1901.
- 1837  L’avarizia. Satira prima di Quinto Orazio Flacco esposta in dialetto milanese (Лавариция. Первая сатира Квинта Горация Флакха, записанная на миланском диалекте), Milano, Tipografia Bernardoni di Cristiano Rebeschini, 1901.
- L’arte di ereditare. Satira quinta di Quinto Orazio Flacco esposta in dialetto milanese (Искусство наследования, Пятая сатира Квинта Горация Флакха, записанная на миланском диалекте), Milano, Tipografia Bernardoni di Cristiano Rebeschini, 1901.
- Amicizia e tolleranza. Satira di Quinto Orazio Flacco esposta in dialetto milanese (Дружелюбие и терпимость, Шестая сатира Квинта Горация Флакха, записанная на миланском диалекте), Milano, Tipografia Bernardoni di Cristiano Rebeschini, 1901.
- 1838 Il brindisi a Rossini (1838) (Стихотворения к Россини), в «Il Messaggiere Torinese (Известиях из Турина)», a. VI, n. 47, 7 aprile 1838, pp. 54-56.
- 1838 La prefazione delle mie opere future. Scherzo in prosa del medico poeta (Предисловие к моим будущим сочинениям. Шутка в прозе поэта-медика), Napoli, Guida, 1985.
- 1840 Il volgo e la medicina. Discorso popolare del medico-poeta (Народ и медицина. Народные заметки поэта-медика), Milano, Fratelli Sambrunico-Vismara.
- 1843 El colera-morbus (Холeра-морбус)`. Tipografia Giuseppe Chiusi, 2 voll., Milano.
- 1845 Sul gatto. Cenni fisiologico-morali del dottore Giovanni Rajberti (Про кота. Физиологические и морализаторские заметки доктора Джузеппе Райберти), Postfazione di Enrico Ghidetti, Firenze, Le Monnier, 2004.
- 1848 Il marzo 1848. Versi milanesi di Giovanni Rajberti (В марте 1848. Миланские стихотворения Джованни Райберти), Milano, Tipografia Giuseppe Bernardoni di Giovanni.
- 1853 I fest de Natal. Versi milanesi del dottore Giovanni Rajberti (Праздник Рождества. Миланские стихотворения доктора Джованни Райберти), Milano, Tipografia Giuseppe Bernardoni di Giovanni, ora in Appendice a Interpretazioni oraziane, a cura e con una prefazione di Carlo Giulio Silva, Milano, 1901.